# 일다르 다딘
일다르 일두소비치 다딘(러시아어: Ильда́р Ильду́сович Да́дин, 타타르어: Илдар Илдус-улы Дадин, 1982년 4월 14일~2024년 10월 5일)은 러시아의 사회운동가이다.
그는 원래 타타르족 출신의 무슬림이었지만 20세 시절이던 2001년 5월에 이슬람교에서 이탈하였다. 그 자신은 성소수자가 아니었으나 러시아의 성소수자 관련 사회운동에 참여하였고, 결국 징역 2년 6월형을 복역한 전력이 있다.
2022년 러시아의 우크라이나 침공 이후 우크라이나 국제군단에 입대해서 싸우다가 하르키우 지역에서 전사했다고 전해졌다.